# ساختمان‌های سازمان ثبت اسناد و املاک
ساختمانهای سازمان ثبت اسناد واملاک مربوط به دوره پهلوی اول است و در تهران، خیابان امام خمینی (ره) واقع شده و این اثر در تاریخ ۷ مرداد ۱۳۸۲ با شمارهٔ ثبت ۹۲۶۲ به‌عنوان یکی از آثار ملی ایران به ثبت رسیده است.